# Маркус Фетч
Ма́ркус Фетч (нім. Markus Vetsch; 21 вересня 1759, Грабс, Швейцарія — 19 грудня 1813, Грабс, Швейцарія) — був борцем за свободу Верденберга з кантону Санкт-Галлен у Швейцарії в 1798 році, в рік Французької революції.

## Біографія
Маркус Фетч (також скорочено Маркс Фетч, від нім. Marx Vetsch) практикував професії кравця, лікаря, ветеринара та агронома у Грабсі. У 1798 році, в рік Французької революції, він очолив успішний визвольний рух у верденберзькому окрузі Гларус. Одне з багатьох дерев свободи Верденберга було висаджено навесні перед його будинком у Грабсі.
Народний трибун і публіцист обіймав такі державні посади: суддя, ландаманн (мер) 53-денної Республіки Верденберг (20 березня — 11 травня 1798 р.), член Гельветичної великої ради, член Гельветичного сейму як представник кантону Гларус (1801 р.), адміністратор у кантоні Лінт (1801—1803 рр.), мировий суддя, кантональний радник і президент шкільної ради муніципалітету Грабса. На прохання Генріха Чокке 4 березня 1799 року Маркус Ветш був прийнятий до Літературного товариства кантону Люцерн. З квітня 1799 року він разом із сенатором Тоблером видавав у Цюріху газету "Vaterlandsfreund". Маркус Фетч також був близьким другом Фредеріка Сезара та Петера Окса з Базеля.

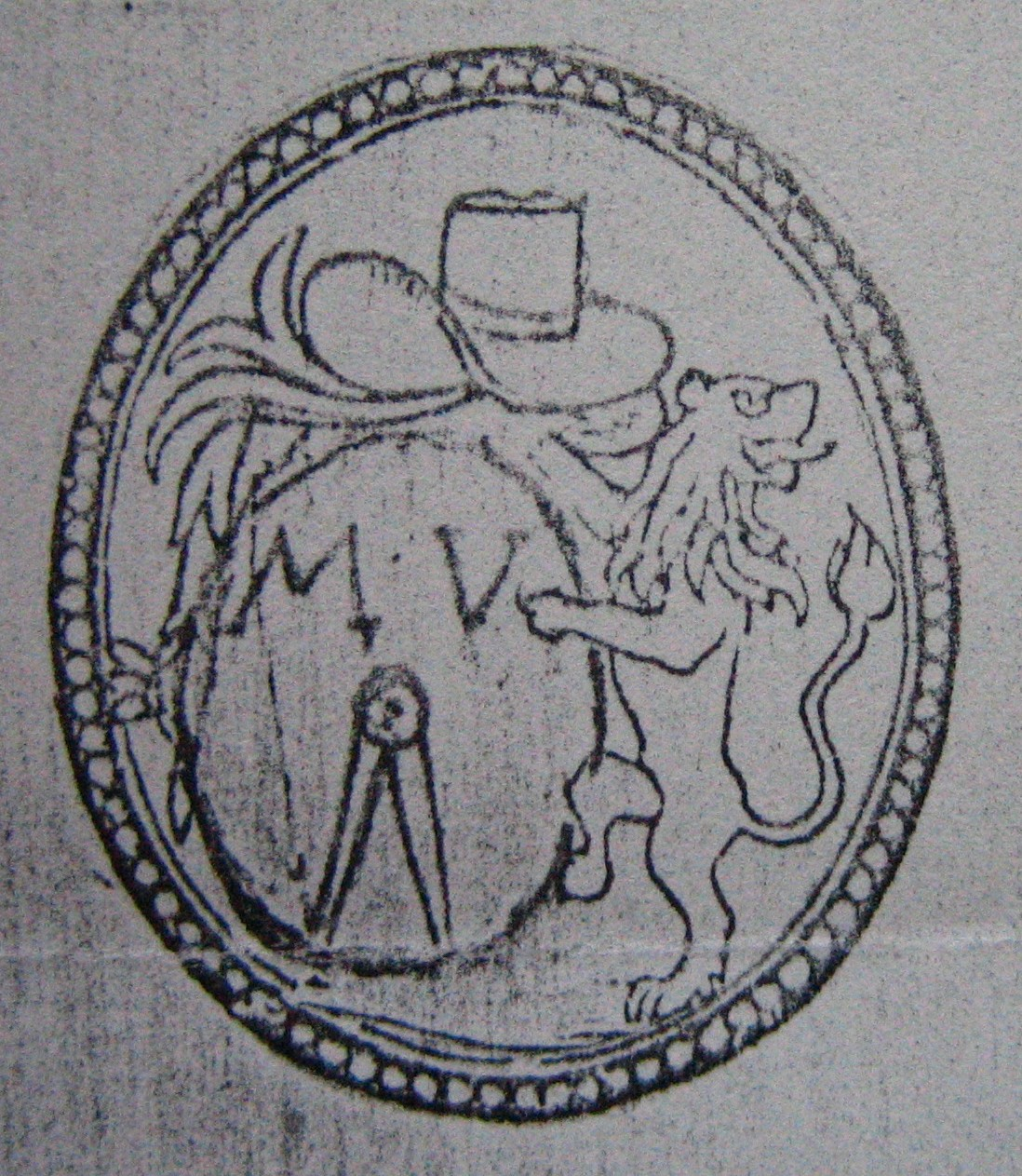
Ескіз печатки Маркус Фетч

Релігійна кар'єра Маркуса Фетча пройшла шлях від пієтизму через Просвітництво до ліберального погляду на християнство. У питаннях віри він підтримував жвавий обмін думками з протестантським реформатським настоятелем Йоганном Конрадом Шиндлером (1740-1811) з Гретшинсу у Вартау.
Лікар Маркус Фетч мав у своїй печатці коло. За усними переказами, цей циркуль вважався в той час хірургічним інструментом для операцій з видаленням катаракти.